# (5285) Krethon
(5285) Krethon (1989 EO11) – planetoida z grupy trojańczyków okrążająca Słońce w ciągu 11,66 lat w średniej odległości 5,14 j.a. Odkryta 9 marca 1989 roku.